# 's Gravenkasteel (Humbeek)

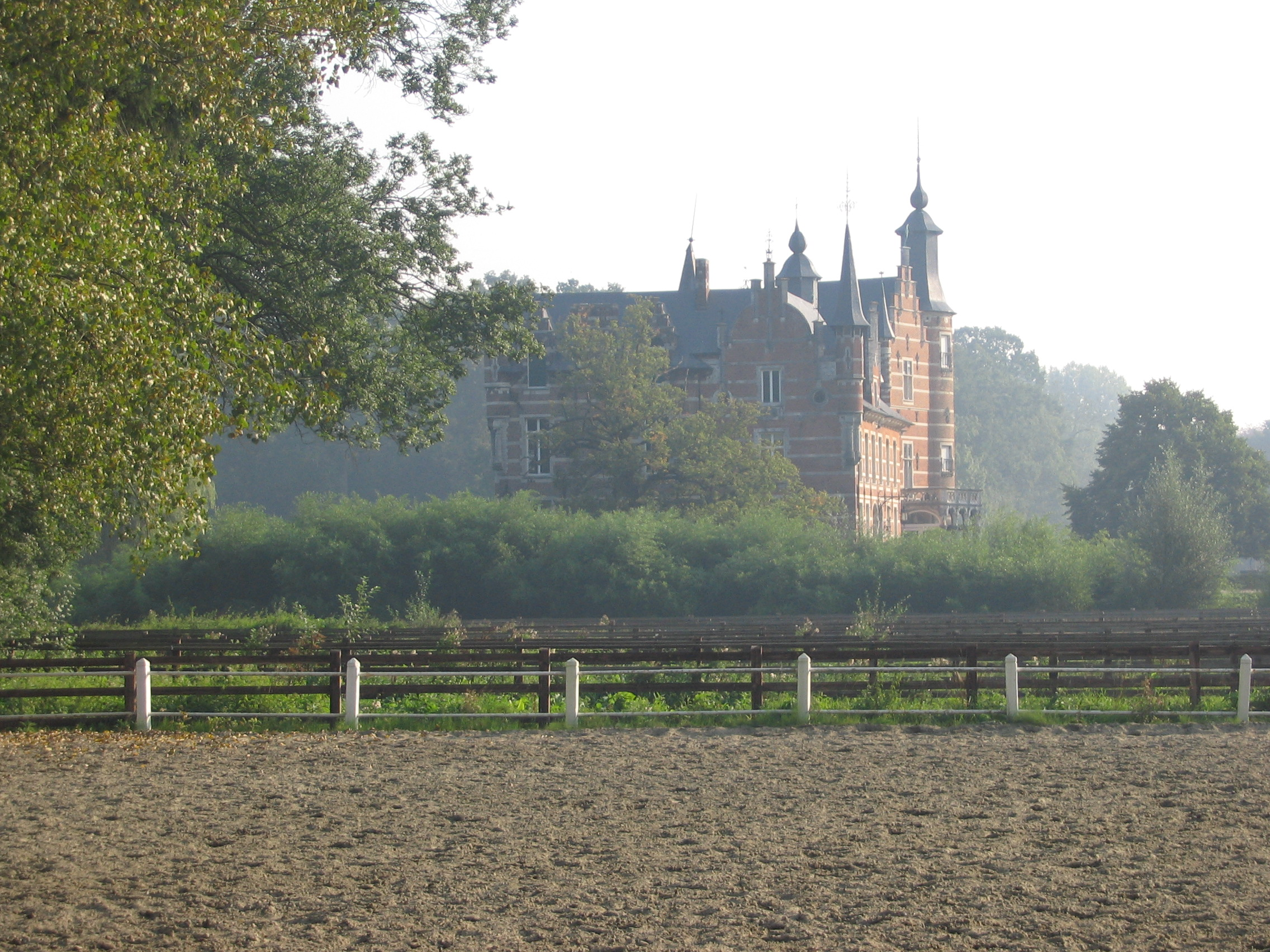
Het 's Gravenkasteel

Het  's Gravenkasteel is een waterkasteel in Humbeek, ten noorden van de dorpskom, op de rand van het 's Gravenbos. Het wordt ook wel het Kasteel van Humbeek of het Lundenkasteel genoemd, naar de naam van de vroegere eigenaars.
Het kasteel is opgetrokken in bak- en zandsteen. De oudste delen dateren uit de 15e en 16e eeuw. De oorsprong van het kasteel wordt gesitueerd in de 14e eeuw. Op het einde van de 16e eeuw heeft het kasteel zwaar geleden onder het oorlogsgeweld en werd daarom in de 17e eeuw hersteld. In de 19e eeuw werd het kasteel in neo-traditionele stijl gerestaureerd en uitgebreid.
In het interieur van het kasteel vindt men een zandstenen schoorsteenmantel met kariatiden, een salon bekleed met Córdoba-leder, fraai houtwerk uit de 17e eeuw en 17e-eeuws ijzerwerk.
Rond 1700 werd de toenmalige kasteelheer Jacques Le Cocq graaf in Castilië, waardoor Humbeek een graafschap werd. Het kasteel en het domein kwam in 1804 in het bezit van de familie Le Candele. In 1880 kwam het domein via erfenis in bezit van de eveneens uit Antwerpen afkomstige familie Lunden. Baron Theophile Lunden was kasteelheer van 1880 tot 1908. Hij was generaal bij de Jagers te Paard en opperstalmeester van de koninklijke familie. In Humbeek hadden de Lundens lange tijd een stoeterij van volbloedpaarden. Opvolgers van Théophile waren zijn zoon Léopold, tot 1921, zijn kleinzoon René, tot 1942, en diens broer Guy. In 1995 werd het kasteel geërfd door de Brusselse familie t'Serstevens, meer bepaald door jhr. Bernard t'Serstevens (1930-2020) en de dochter van Guy baron Lunden (1904-1995), Myriam barones Lunden (°1931) die daarna het Kasteel van Mielen gingen bewonen. De huidige kasteelheer is jhr. Didier t' Serstevens.
Het kasteelpark met twee monumentale ceders is niet toegankelijk voor het publiek. Het omliggende 's Gravenbos is toegankgelijk op de wandelpaden, waaronder Buurtweg 17 en 30 en Voetwegen 63 en 64. De Wandelroute GR128 (van Pas de Calais naar Aken) loopt door het 100 ha grote domein.
In 2010 werden de monumentale libanonceder en atlasceder op het domein beschermd als monument. De libanonceder zou het oudst zijn met een plantdatum in de jaren 1860. De atlasceder zou pas na 1880 geplant zijn.